# N15 (Luxemburg)
De N15 (Luxemburgs: Nationalstrooss 15) is een nationale weg in Luxemburg met een lengte van ongeveer 30 kilometer. De route verbindt Ettelbruck (N7 met de Belgische grens bij Doncols waar de route over gaat in de Belgische N84 richting Bastenaken.
Tussen Eschdorf en Büderscheid is de route gecombineerd met de N12. Hierbij wordt de rivier de Sûre overgestoken. Terwijl de N15 zelf in Ettelbrück de Alzette oversteekt.

## Plaatsen langs de N15
- Ettelbruck
- Niederfeulen
- Heiderscheid
- Heischtergronn
- Büderscheid
- Pommerloch

## N15a
De N15a is de af- en toerit van de N15 bij Doncols. Het is de verbinding tussen de N15 en de CR309 aan de noordoostzijde van de N15. De route heeft een lengte van ongeveer 170 meter.

## N15b
De N15b is de af- en toerit van de N15 bij Doncols. Het is de verbinding tussen de N15 en de CR309 aan de zuidwestzijde van de N15. De route heeft een lengte van ongeveer 160 meter.
N1 ·
N2 ·
N3 ·
N4 ·
N5 ·
N6 ·
N7 ·
N8 ·
N10 ·
N11 ·
N12 ·
N13 ·
N14 ·
N15 ·
N16 ·
N17 ·
N18 ·
N19 ·
N20 ·
N21 ·
N22 ·
N23 ·
N24 ·
N25 ·
N26 ·
N27 ·
N28 ·
N31 ·
N32 ·
N33 ·
N34 ·
N35 ·
N37 ·
N38
N50 ·
N51 ·
N52 ·
N53 ·
N55 ·
N56 ·
N57